# Gas natural
|  | Per a altres significats, vegeu «Gas natural (desambiguació)». |

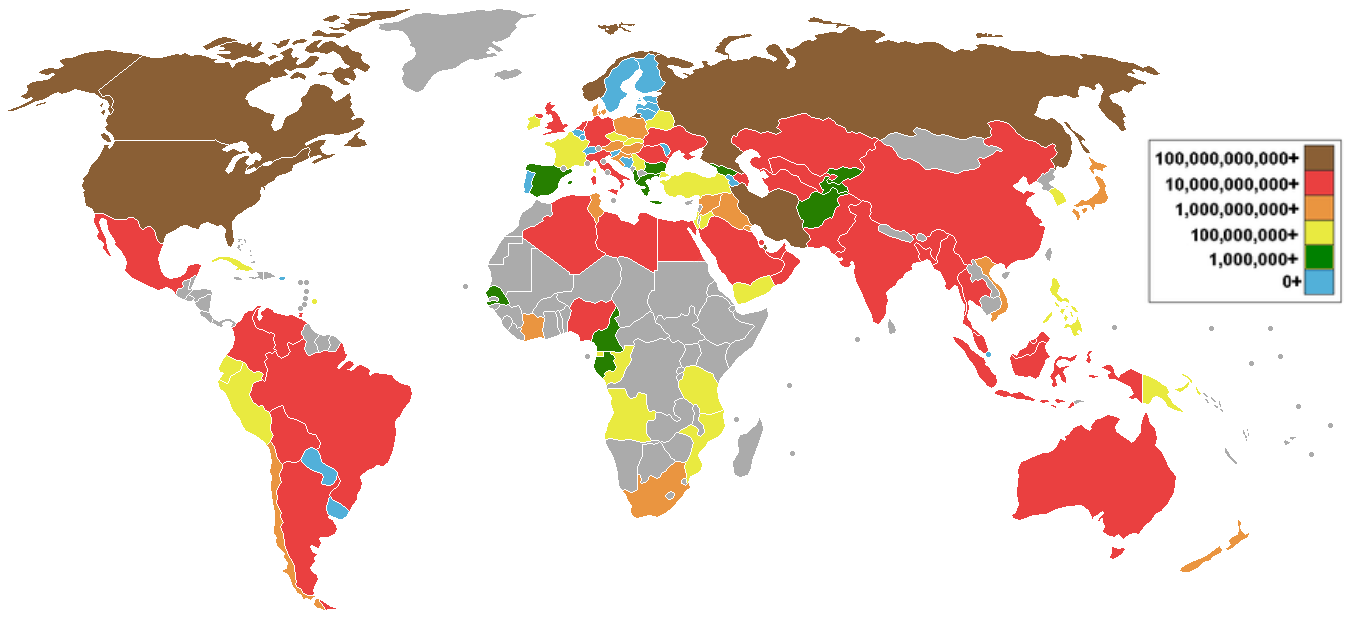
Producció de gas natural al món

El gas natural és una font d'energia fòssil que, com el carbó o el petroli, està constituïda per una barreja d'hidrocarburs, unes molècules formades per àtoms de carboni i hidrogen. El seu poder calorífic varia molt segons la seva composició, però els més elevats es troben entre les 8.500 i les 10.200 quilocalories per metre cúbic de gas natural.
El gas natural és una energia primària, o que es pot obtenir directament sense transformació. Les altres energies primàries són l'energia solar, el carbó i el petroli. Es tracta de l'energia fòssil més neta quant a residus i emissions atmosfèriques, i del combustible més eficient per a l'obtenció d'electricitat a les centrals tèrmiques, amb una eficiència total d'un 50,7% enfront del 25,7% del fuel, el 26,1% de l'urani (central nuclear) i el 26,8% del carbó. La seva utilització directa, sense haver de transformar-se prèviament en electricitat, té una eficiència molt major, d'un 91,2%. També és més econòmic i més fàcil d'emmagatzemar que el carbó i els derivats del petroli.
Per tot això es va començar a utilitzar a partir dels anys 60 com a combustible preferent excepte al transport, on continua predominant el petroli. A més, s'usa també com a primera matèria de nombrosos productes químics. La construcció de gasoductes i el comerç de gas natural ha donat lloc a conflictes armats importants entre diferents països del món als segles xx i xxi.

## Propietats

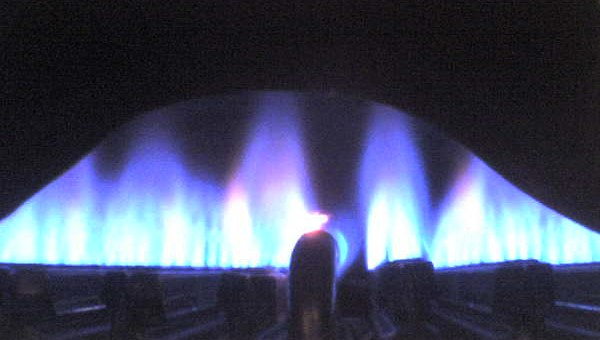
Gas natural sortint d'un fogó

És una mescla de gasos més lleugera que l'aigua, no tòxic, incolor i en principi inodor (s'odoritza com a mesura de seguretat, per a detectar escapaments), en el qual el seu principal component és el metà (CH₄), una molècula senzilla formada per un àtom de carboni i quatre àtoms d'hidrogen, per bé que conté també altres hidrocarburs lleugers com l'età (C₂H₆), el propà (C₃H₈, component principal de l'antic gas ciutat), el butà (C₄H10, component principal de les bombones de gas per a cuines) o el pentà (C₅H₁₂) en molta menor proporció.
La seva composició química varia sensiblement segons la seva procedència geogràfica i geològica, i acostuma a anar associat a altres molècules o elements com el diòxid de carboni (CO₂), el nitrogen (N₂) o rarament l'heli (He, per exemple h'hi ha al gas natural de la zona de Texas) que cal extreure quan el gas natural és destinat a usos industrials i domèstics. En alguns jaciments, per exemple al de Lacq (França), pot haver traces de compostos orgànics de sulfur d'hidrogen (H₂S) i compostos orgànics sulfurats (gasos dits amargants).
Per extreure l'energia continguda en els enllaços químics C-H s'ha de produir el procés de combustió. La combustió és una reacció d'oxidació exotèrmica d'un cos combustible (en aquest cas, el gas natural) amb un altre cos oxidant (en aquest cas, l'aire) que fa de comburent. Aquesta reacció química produeix un despreniment de calor i energia, i el fenomen acostuma a ser perceptible per la presència d'una flama que constitueix també una font de llum.

## Origen

Esquema de la geologia d'una bossa típica de gas, en color negre, i de gas barrejat amb altres coses, en color marró. El gris correspon a una capa que no deixa que els gas fugi a l'atmosfera. El color verd indica petroli.

El gas natural, com els altres combustibles fòssils, s'ha anat formant durant milions d'anys per la descomposició anaeròbica (sense oxigen) de grans quantitats de restes d'organismes morts dipositades al que aleshores havia estat el fons del mar o d'un llac. Amb el pas del temps, la matèria orgànica barrejada amb fang va quedar enterrada sota capes pesants de sediments, que la van sotmetre a alta pressió i temperatura, sense aire, durant llarg temps, cosa que a poc a poc la va alterar químicament. D'aquesta descomposició anaeròbica se'n van desprendre gasos, especialment gas natural.
Avui, el gas natural es troba sovint en estat gasós en bosses que es troben sota terra a prop de bosses de petroli, que resta en estat líquid. Ambdós combustibles es troben en roques d'origen sedimentari, on fenòmens geològics els empresonen, l'un, l'altre o tots dos, donant-ne lloc a grans bosses subterrànies. El gas natural pot estar en forma anomenada seca, és a dir, totalment gasós, o bé en forma humida, és a dir, barrejat amb hidrocarburs més llargs, que se separen fàcilment com a líquids per compressió, refrigeració o absorció.
El gas natural sec és predominantment metà (60%-95%), però pot contenir quantitats apreciables d'età (5%-20%) segons la regió on es trobi.

### Alternatives
Altres maneres d'obtenir metà són la combustió anaeròbia de residus urbans orgànics (a aquest gas natural s'anomena de vegades biogàs) o per procediments industrials a partir de la pissarra (en tal cas al gas resultant se li pot dir gas pissarra, en anglès, shale gas). Aquest darrer és interessant als indrets on no hi ha jaciments de gas natural però si de pissarra, per a no dependre energèticament d'altres països.

## Mercat del gas natural
El mercat del gas natural és format pels productors de gas; les companyies de transport, que el venen a portes de ciutat a distribuïdors i grans consumidors industrials; les companyies distribuïdores locals (privades, estatals o municipals), que el distribueixen a mitja i baixa pressió als consumidors finals; i els marketers locals, entitats privades i sense actius que busquen productors i clients, els posen en contacte i guanyen diners a canvi d'aquesta gestió.

## Producció
Als Països Catalans la producció de gas natural és nul·la actualment, motiu pel qual la dependència energètica d'aquest recurs és total. Tanmateix, es considera que hi ha alguns jaciments de gas situats a la Catalunya Central.
La producció de gas natural a nivell mundial és de 3.177.000.000.000 m³ i a la Unió Europea de 182.300.000.000 m³. Els estats amb més producció són Rússia, Estats Units d'Amèrica, Canadà, Iran, Qatar, Noruega i Xina.

## Tractament del gas natural

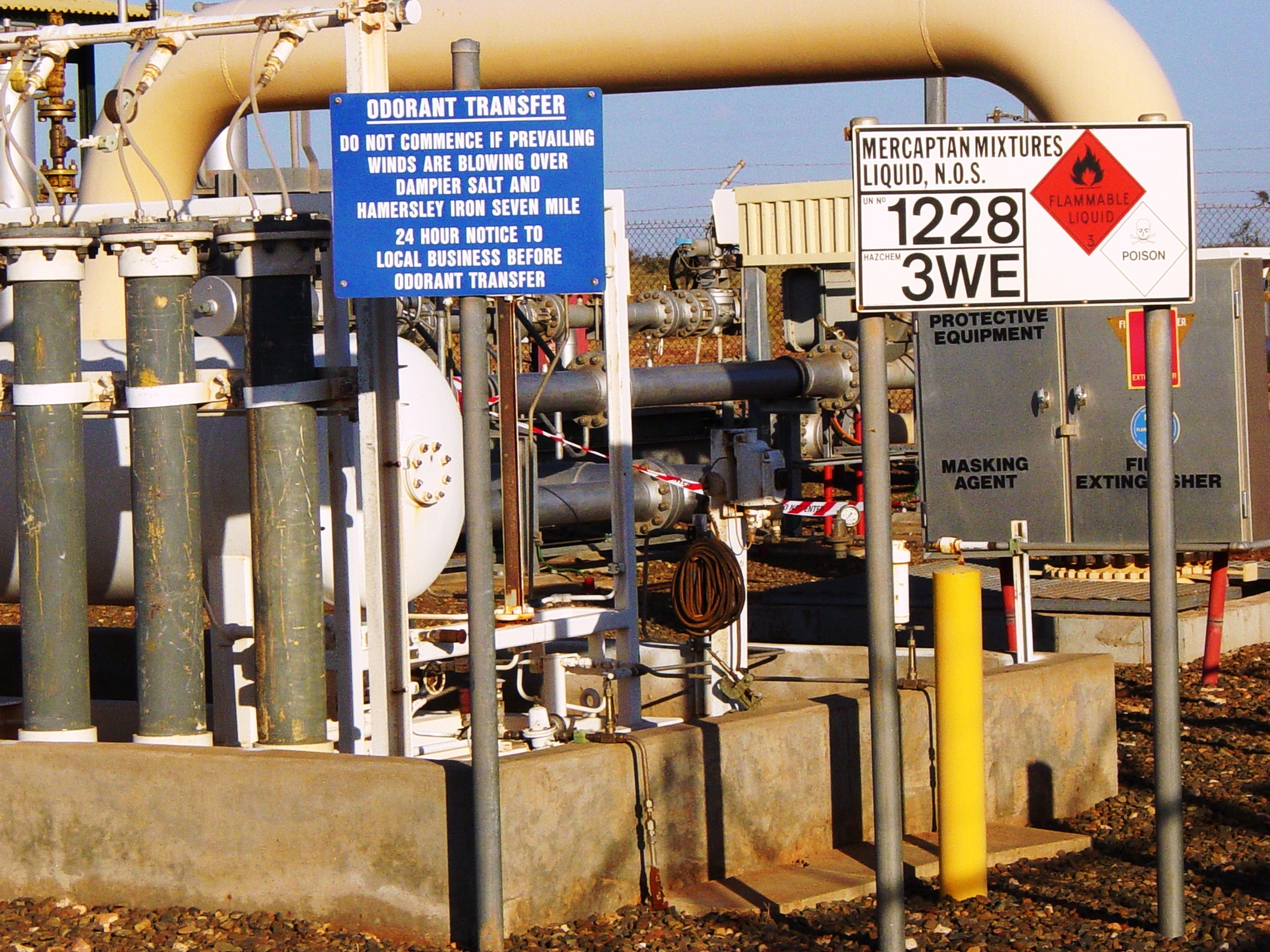
Estació d'odorització del gas natural a Austràlia. Les canonades de gas natural es representen als plànols amb el color groc.

El gas no és el que s'extreu tal qual sinó que prèviament ha estat sotmès a diversos tractaments per tal que la seva qualitat sigui constant, per a recuperar productes i vendre'ls, de liquació del gas per al transport, de regasificació posterior, etc.
Alguns dels processos que es fan són, per exemple, la separació dels hidrocarburs més llargs per a obtenir gasolina (barreja d'hidrocarbus de cadenes llargues), età, propà i butà, que s'usaran com a matèries primeres a processos energètics o industrials; la deshidratació per a evitar la corrosió i la formació d'hidrats; l'eliminació d'àcid sulfúric, diòxid de carboni i mercaptans; la separació del nitrogen perquè el transport resulti més econòmic; la separació d'heli també per raons econòmiques; etc.
Un tractament que es fa per seguretat de l'usuari i que és obligatori per llei és el d'odorització. Consisteix a afegir un gas econòmic i que no interaccioni amb el metà. A diferents països es fan servir substàncies diferents, cosa que vol dir que el gas té una olor diferent a diferents llocs. Per exemple, als Països Catalans, Espanya i França s'usa el tetrahidrotiofè (THT), però en canvi a la Gran Bretanya s'utilitza una barreja de mercaptans.

## Transport i distribució

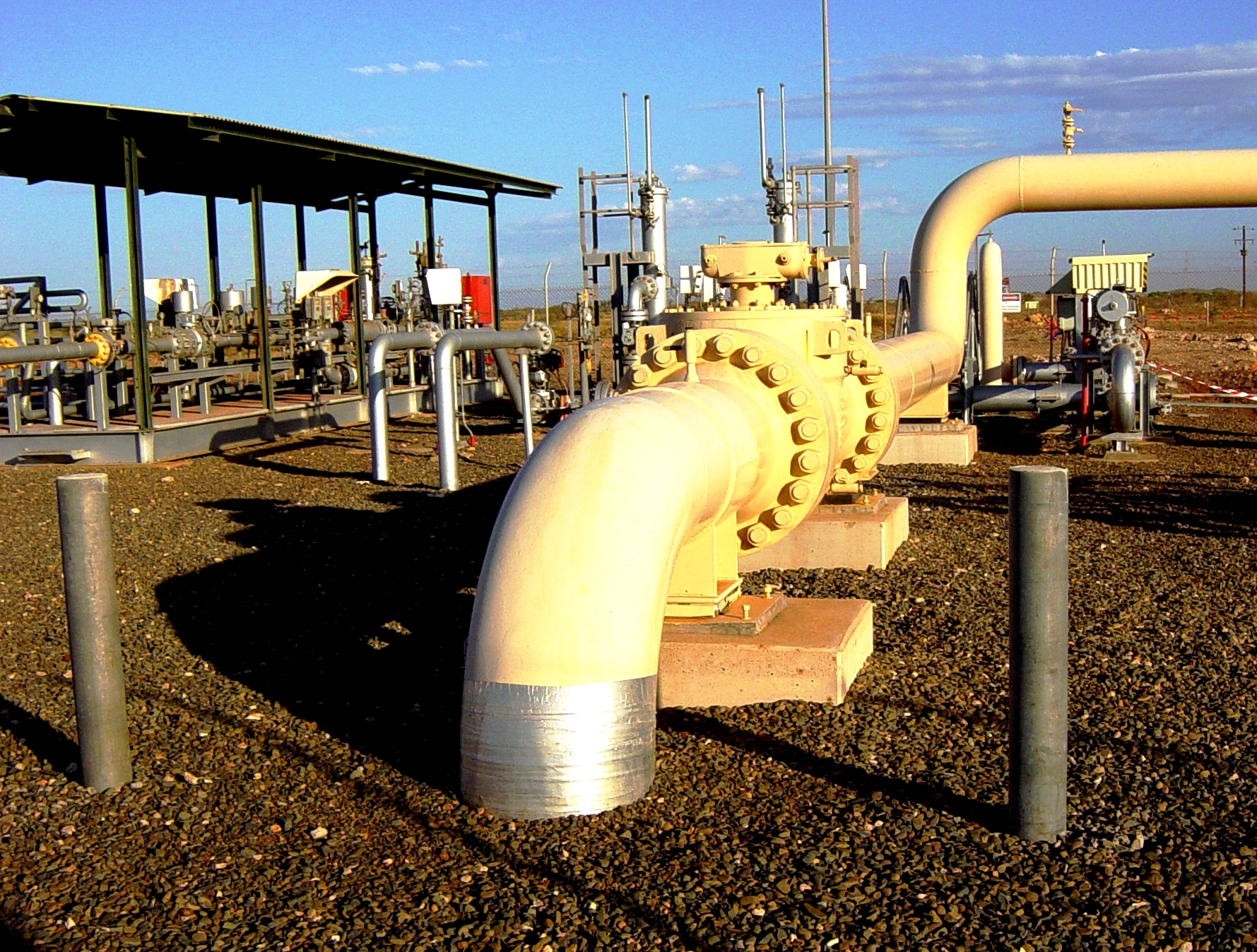
Gasoducte

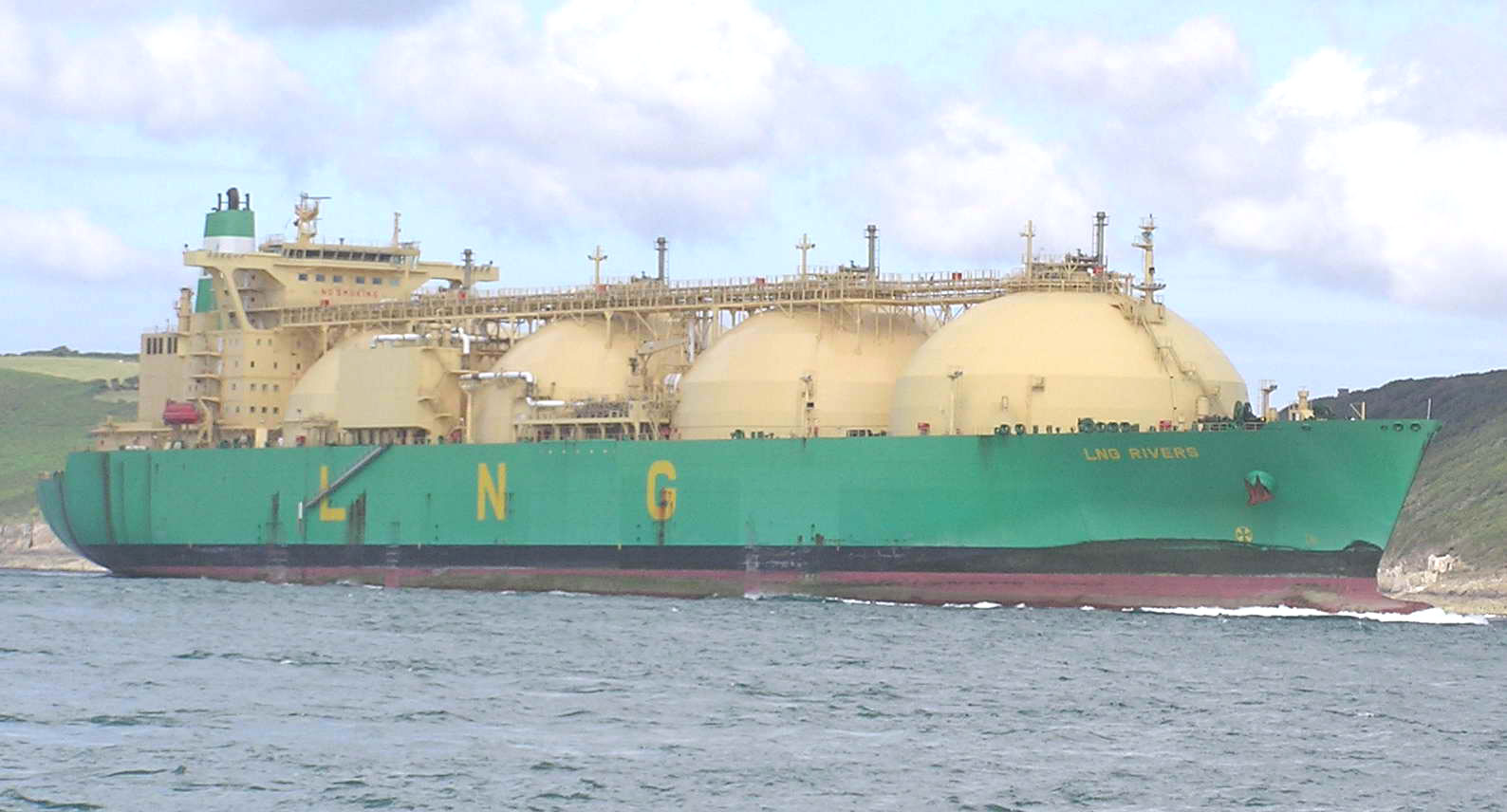
Vaixell metaner

El gas, abans del transport, és processat per eliminar les impureses (pols, sorra, aigua…) per poder obtenir pràcticament metà pur. El transport es realitza mitjançant gasoductes a l'alta pressió (grans canonades de més d'un metre de diàmetre per les quals es fa circular gas, per a transportar-lo a grans distàncies) o vaixells metaners.
En els gasoductes, el gas natural circula a pressió impulsat per estacions que el comprimeixen i l'envien fins a una següent estació, a centenars de quilòmetres de distància. Cada cop es mou en gasoductes més estrets, que es van ramificant, i requereix doncs menys pressió (comença a 16 bar - 72 bar i acaba a 0,05 bar - 4 bar). Aquest sistema de transport resulta el més econòmic, però necessita la inversió de construir els gasoductes. Els gasoductes poden anar per terra o sota el mar, en aquest darrer cas són gasoductes submarins. El gas natural arriba als Països Catalans a través del gasoducte de l'eix mediterrani, que passa per Figueres, Girona, Barcelona, Tarragona, Castelló, València, Alacant, Múrcia i Cartagena, es ramifica cap a l'interior de la península i al nord es connecta amb el gasoducte que prové de Lacq. Aquest gasoducte connecta amb la xarxa europea i permet importar-ne de Noruega. També està connectat a la xarxa espanyola (eix central i doble eix occidental) i a través d'ella connectat amb el gasoducte que uneix el Magreb amb Europa, un gasoducte de 1.400 km de llarg d'on arriba el gas natural d'Algèria.
Els vaixells metaners s'usen quan les dificultats d'instal·lació d'un gasoducte són molt grans. Per tal que aquest sistema resulti econòmic, s'ha de reduir el volum del gas mitjançant un procés de refredament en diverses etapes fins a obtenir gas natural liquat (GNL). El combustible de la majoria dels vaixells metaners és part del gas natural que transporten i que altrament es perdria en fuites per evitar una sobrepressió als tancs. Aprofiten part del gas (inevitablement) evaporat dels tancs per a moure els motors duals o les turbines, que solen ajudar-se d'un sistema turbo, i per a proporcionar l'electricitat i calor necessaris per als sistemes secundaris del vaixell i per als habitacles. Alguns dels vaixells més moderns liqüifiquen a bord el gas procedent de l'evaporació natural que es produeix quan s'escalfen els tancs. Un metaner pot transportar fins a 270.000 m³ de gas natural liquat que, un cop regasificat, serà prop de 159 milions de m³ de gas natural. La liquació es fa a les zones portuàries properes als jaciments, on cal refrigerar el gas a -160 °C. Als ports d'arribada hi ha plantes de regasificació; per exemple, n'hi ha una a Catalunya, una a Múrcia i una en projecte a Mallorca.

## Emmagatzematge

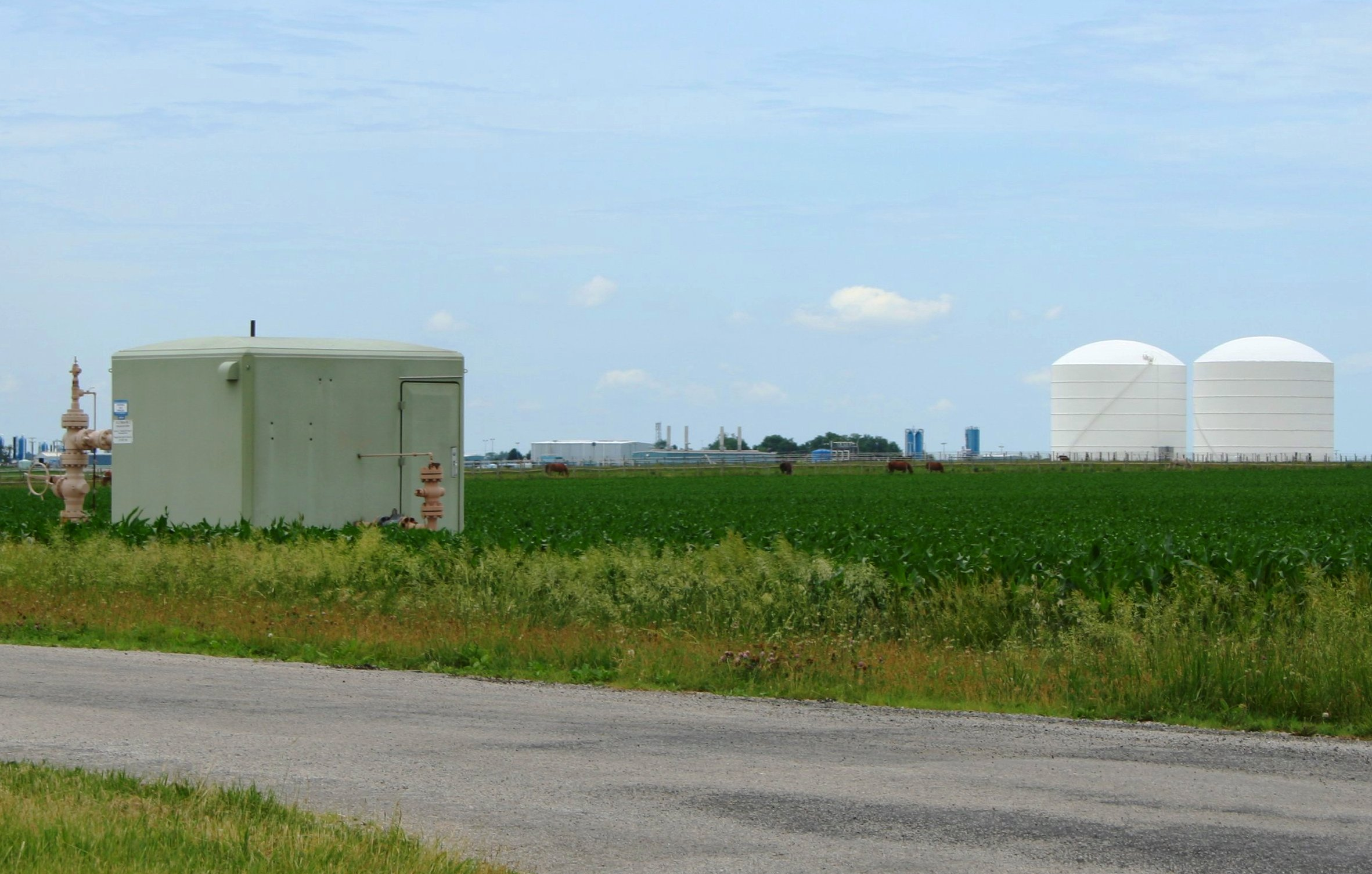
Gas natural emmagatzemat

Al principi, el gas natural que apareixia en quasi tots els jaciments petrolífers es cremava a la sortida del pou, com un residu més, ja que no se sabia com transportar-lo i sobretot com emmagatzemar-lo. És per això que es va trigar més a utilitzar aquesta energia.
El gas natural dels metaners s'emmagatzema en estat líquid dins de grans dipòsits i segons la demanda es va regasificant i distribuint a través de la xarxa de distribució (gasoductes petits, de baixa pressió) o en camions cisterna. Els camions cisterna van en vaixell a les Illes Balears. El gas que arriba per camions s'emmagatzema a plantes satèl·lit, que envien el gas natural a la xarxa local a mesura que aquest es demana.
L'emmagatzematge es pot fer en tancs aeris (sobre el terra) o soterrats (sota terra). De vegades és possible aprofitar certs accidents geogràfics, com antics jaciments ja buits (com per exemple el de Serrablo, a Osca), aqüífers, cavitats salines, etc.

## Consum final i tendències

En color groc, el gasoducte Magreb-Europa, i en blau el gasoducte Medgaz.

El consum de gas natural a Espanya en 2010 és de 36.000 metres cúbics. Ha anat creixent molt al llarg del final del segle xx i el segle xxi. Per exemple, el 2000 el consum interanual va anar augmentant entre un mínim d'11,4% (anys 96/97) i un màxim del 18,7% (anys 97/98). L'any 2000 a Espanya es van consumir un total de més de 13.500 ktep de gas natural, un 12,5% més que l'any anterior. La majoria d'aquest consum es dedica a consum final (un 81% en l'any 2000) però una part s'usa per a generar electricitat (18% en 2000) i de l'ordre d'un 1% sempre es perd.
Aquest augment de consum de gas natural es deu a un augment del consum total d'energia i també al fet que, dins del total d'energia primària, es tendeix a consumir més gas natural enfront d'altres fonts. Així, mentre que a principis dels anys 80 el consum de gas natural a Espanya suposava el 2% del global d'energia primària consumida, l'any 2000 ja superava el 12%.
A la península Ibèrica el gas natural arriba pel gasoducte Magreb-Europa, i a partir del 2011 estava previst que també arribés pel gasoducte Medgaz, encara no acabat, que inicialment havia de poder aportar 8.000 milions de metres cúbics de gas natural i que podran ser més quan el gasoducte operi a ple rendiment. Fa poc França va desestimar la connexió Midcat d'Europa amb Espanya a través de Catalunya, ja que només estava interessada Gas Natural Fenosa.
Com avui, en 2010 Algèria era el primer exportador de gas natural a Espanya, amb 9.000 metres cúbics a través del gasoducte Magreb-Europa, cosa que fa un 25% del total de gas natural consumit a l'Estat espanyol, més 3.250 metres cúbics, un 9%, a través de vaixells, cosa que suma un 34% del total consumit a Espanya. Per a diversificar geogràficament el subministrament, l'Estat estudia, d'una banda, canviar la regulació per tal que el màxim de subministrament de gas d'un sol país sigui del 25%, i no del 50% com actualment; i d'altra, potenciar una major utilització de les plantes de regasificació, cosa que permetria comprar una major quantitat de gas natural liquat (GNL) que podria ser transportat en vaixell des de qualsevol lloc del món.

## Aplicacions

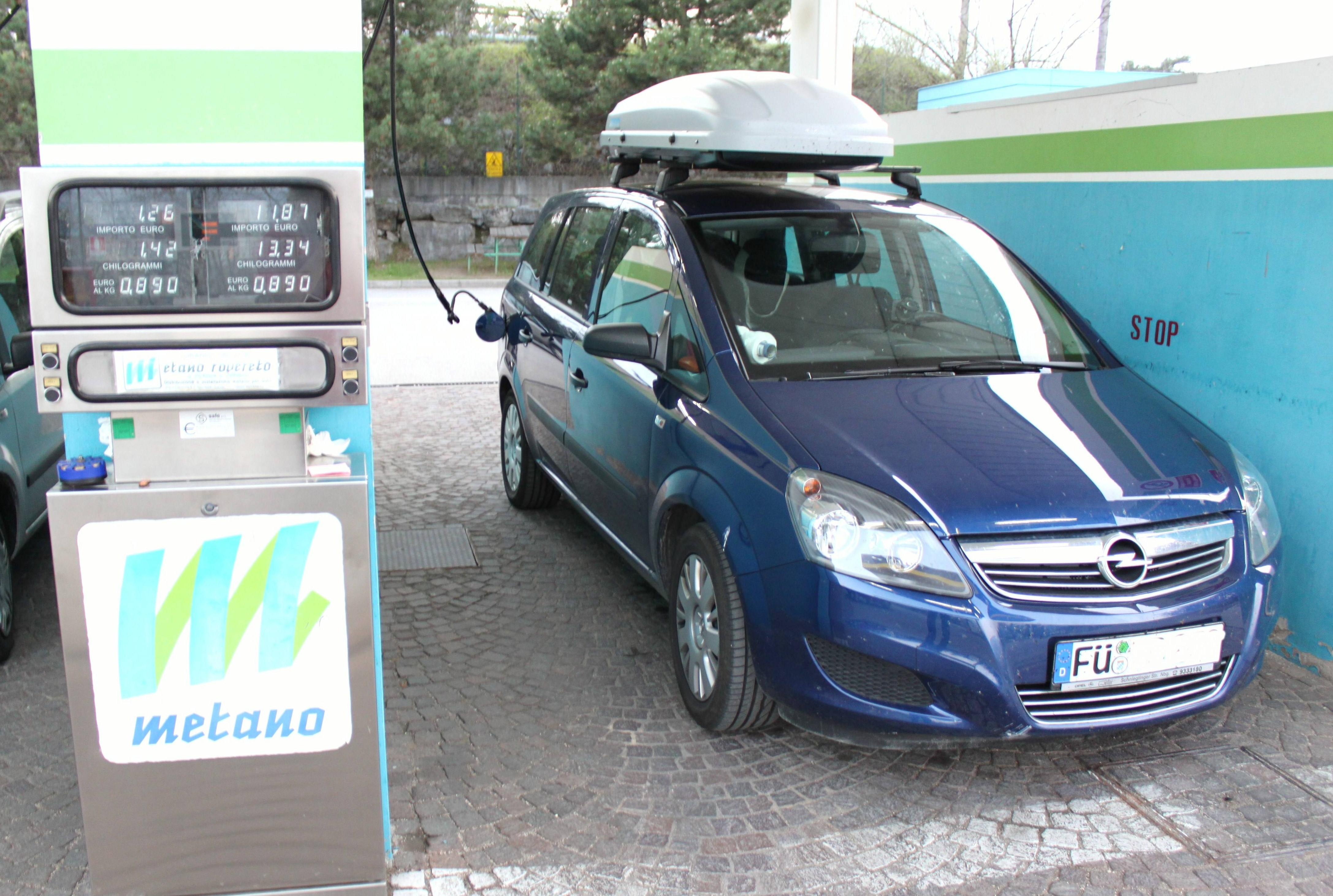
Vehicle que funciona amb un motor alternatiu de gas natural

S'empra tant en aplicacions industrials (com a primera matèria, combustible, per a cogeneració, climatització, etc.), com comercials (transport, etc.) i domèstiques (calefacció, forn, fogó, escalfador d'aigua, etc. però també gasodomèstics, com rentadores, assecadores, rentavaixelles, etc.). També s'empra com a combustible a centrals tèrmiques per a obtenir electricitat i és una primera matèria important per a la producció d'una gran varietat de productes químics.
Alguns equips i instal·lacions que utilitzen gas natural són el cremador, la caldera de generador de vapor, l'assecador, estufa, forn, reactor químic, motor de gas, turbina de gas (pressents a gairebé totes les flotes navals, per exemple), central de cicle combinat, central tèrmica de gas, màquines frigorífiques (d'absorció i de compressió), etc.
A nivell domèstic els gasodomèstics i la calefacció per gas natural són econòmica i energèticament més eficients que els electrodomèstics i les calefaccions d'electricitat. A més, es pot combinar amb energia solar per tal de disminuir les emissions de diòxid de carboni, monòxid de carboni i altres contaminants atmosfèrics causants de l'efecte d'hivernacle i nocius per la salut humana.

## Impacte ambiental

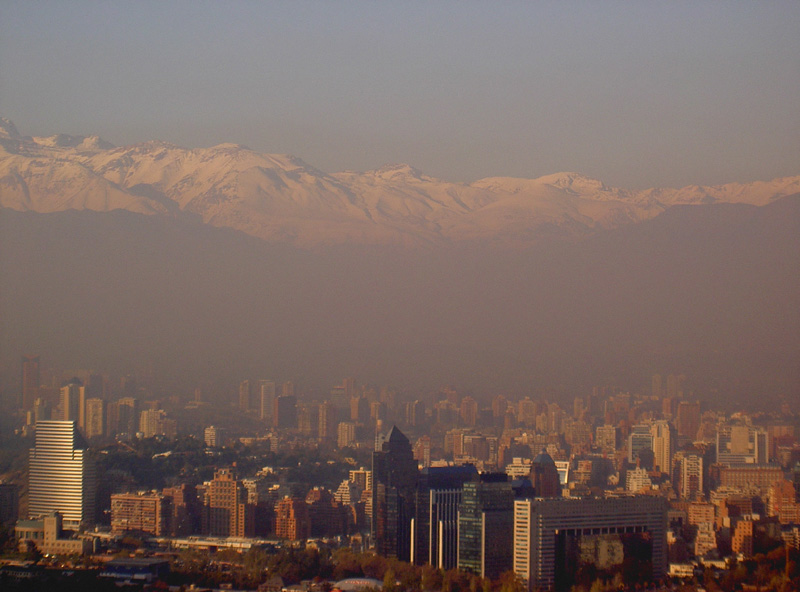
Boira fotoquímica

El gas natural genera importants quantitats de residus sòlids (0,01 grams de cendres i partícules sòlides per a cada kWh obtingut d'energia) i gasosos (480 g/kWh CO₂, 0,07 g/kWh SO₂, 0,73 g/kWh NOx), però així i tot són molt inferiors als generats pel petroli i els seus derivats. Alguns dels principals contaminants atmosfèrics que genera són principals responsables de l'efecte d'hivernacle (CO₂), de la pluja àcida (SO₂) i la boira fotoquímica (NOx). Sembla també que el NO₂ seria un dels gasos causants del forat de la capa d'ozó, tot i que alguns autors pensen el contrari (vegeu Teories oposades sobre la natura del forat d'ozó).
La quantitat de SO₂ emesa, per a centrals amb la mateixa producció, és inferior a les de carbó i fuel, però no nul·la, com és el cas de la nuclear. En canvi, les emissions de NO₂ (diòxid de nitrogen) són més del doble al cas del gas natural que a les altres centrals (a la nuclear, a més, aquestes són nul·les). També és molt major l'emissió de NO (monòxid de nitrogen), perquè els combustibles amb més contingut d'hidrogen, com és el cas del gas natural, tenen temperatures de flama més elevades, cosa que provoca una major generació d'emissions de NO. Les emissions de CO₂ són semblants a les de les centrals de fuel. Hi ha un seguit de tècniques i tecnologies que s'empren per a reduir les emissions: recirculació de gasos cremats, reduccions amb catalitzadors, rentat alcalí en rentadors de doll, l'ús de ciclons, etc. A diferència de les nuclears, el gas natural no genera residus radioactius, molt més perillosos.

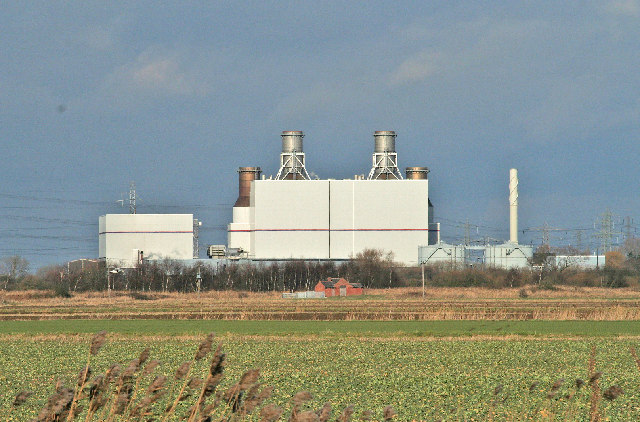
Central tèrmica que produeix electricitat cremant gas natural

Pel que fa a l'impacte paisatgístic, l'ocupació de terra d'una central tèrmica per a produir electricitat és similar al que tindria una de nuclear amb la mateixa producció, un 33% inferior a la que tindria si fos de carbó i un 20% menys de la que tindria si fos amb fuel.
La transformació d'energia de gas natural a electricitat implica importants pèrdues d'energia que no es pot aprofitar. Això vol dir que és interessant, tant pel que fa a l'economia com a l'impacte ambiental, usar sempre que es pugui el gas natural directament i no prèviament transformat en energia elèctrica. Per a tenir dades concretes, el mínim possible d'energia que actualment es pot perdre en aquesta transformació és el 47%, gairebé la meitat, si aquesta s'ha fet en una central de cicle combinat i s'ha usat el gas natural amb major poder calorífic existent, però sovint és molt més. Només que la transformació s'hagi fet amb una turbina de gas, tot i emprar el millor gas natural es perdrà almenys un 61% d'energia, és a dir, que amb 100 kW d'energia de gas natural només obtindré 39 kW d'energia elèctrica o electricitat.

### Legislació
A la Unió Europea, els límits màxims d'emissions contaminants a l'atmosfera per instal·lacions de combustió de gas natural (per a generar electricitat, etc.) estan incloses a la directiva 88/609/CEE del 26 de novembre de 1988 sobre les emissions en grans instal·lacions de combustió en general. Els límits i els objectius de reducció d'emissions a Espanya es troben al BOE del 25 d'abril de 1991, que també legisla l'índex de desulfuració del gas natural.

## Sostenibilitat
Com els altres combustibles fòssils, el major problema que presenta el gas natural és el de la sostenibilitat; és a dir, que es tracta d'una font d'energia que avui emprem però que sabem segur que els nostres néts no tindran i, per tant, cal modificar totes les tecnologies associades al gas natural abans que n'hi hagi tan poc que sigui econòmicament inviable l'ús de tots els aparells, instal·lacions, sistemes i serveis que en depenguin. També caldrà desmantelar, reciclar o reutilitzar les plantes d'extracció, tractament i distribució (gasoductes).
D'altra banda, com el temps de vida que li queda a aquest gas és una mica major que el del petroli, i donat l'estat actual de les tecnologies alternatives disponibles, es preveu que quan aquest darrer sigui encara més escàs hom potser el replaçarà per gas natural liquat, tal com es feia a Alemanya durant la Segona Guerra Mundial, per exemple. Això faria descendir encara més ràpidament les reserves de gas natural.

## Reserves de gas natural
Segons dades aportades per BP l'any 2000, a Europa quedaven en aquell moment 5,2 bilions de metres cúbics de gas natural, 11,2 a Àfrica i 56,7 als països de l'antiga Unió Soviètica. Segons el mateix informe públic, el conjunt dels països ex-soviètics i de l'Orient Mitjà sumaven més del 70% de les reserves provades mundials.
S'estima que les reserves mundials són d'uns 150 bilions de metres cúbics de gas natural. Aquest valor, considerant que els nivells de consum es mantenen com els de l'any 2000, significa que se'n pot cobrir la demanda fins a l'any 2050 aproximadament. Aquesta xifra podria desplaçar-se vers el futur amb un canvi significatiu de les tecnologies d'extracció o bé amb descobriments de nous jaciments. En realitat, la tendència del consum és l'augment progressiu d'aquest, cosa que, si res no canvia, desplaçarà aquesta data a un futur més proper.